# Apsectus hispidus
Apsectus hispidus är en skalbaggsart som först beskrevs av Melsheimer 1844.  Apsectus hispidus ingår i släktet Apsectus och familjen ängrar. Inga underarter finns listade i Catalogue of Life.